# Världsmästerskapen i hastighetsåkning på skridskor (distanser) 2005
VM i hastighetsåkning på skridskor (distanser) 2005 anordnades i Inzell i Tyskland. Världsmästerskap gällande olika sträckor, anordnas de år då Olympiska vinterspel ej anordnas.
Detta år utökades tävlingsprogrammet med ett lagtempolopp för såväl damer som herrar.

## Resultat

### Damer
- - 2 x 500 m
- 1 Manli Wang, Kina – 77,21
- 2  Beixing Wang, Kina – 77,82
- 3 Sang-hwa Lee, Sydkorea – 77,91
  - 1 000 m
- 1 Barbara de Loor, Nederländerna – 1.18,24
- 2 Anni Friesinger , Tyskland – 1.18,46
- 3 Marianne Timmer, Nederländerna  – 1.18,71
  - 1 500 m
- 1 Cindy Klassen, Kanada – 1.58,49
- 2 Anni Friesinger , Tyskland – 1.58,73
- 3 Jennifer Rodriguez, USA – 1.59,44
  - 3 000 m
- 1 Cindy Klassen, Kanada – 4.10,37
- 2 Claudia Pechstein,  Tyskland – 4.10,89
- 3 Kristina Groves, Kanada – 4.11,97
  - 5 000 m
- 1 Anni Friesinger , Tyskland – 7.18,32
- 2 Claudia Pechstein,  Tyskland – 7.18,67
- 3 Clara Hughes, Kanada – 7.19,17
  - Lagtempo 2 310 m
- 1 Tyskland (Daniela Anschütz, Anni Friesinger, Sabine Völker) – 3.06,81
- 2 Kanada (Kristina Groves, Clara Hughes, Cindy Klassen) – 3.07,01
- 3 Japan (Eriko Ishino, Nami Nemoto, Maki Tabata) – 3.12,05

### Herrar
- - 2 x 500 m
- 1 Jōji Katō, Japan – 71,02
- 2 Hiroyaso Shimitszu, Japan – 71,46
- 3 Jeremy Wotherspoon, Kanada – 71,70
  - 1 000 m
- 1 Even Wetten, Norge – 1.10,10
- 2 Jan Bos, Nederländerna – 1.10,32
- 3 Petter Andersen, Norge – 1.10,63
- 3 Pekka Koskela, Finland – 1.10,63
  - 1 500 m
- 1 Rune Stordal, Norge – 1.50,69
- 2 Mark Tuitert, Nederländerna – 1.50,84
- 3 Even Wetten, Norge – 1.51,63
  - 5 000 m
- 1 Chad Hedrick, USA – 6.21,65
- 2 Bob de Jong, Nederländerna – 6.30,53
- 3 Carl Verheijen, Nederländerna – 6.32,73
  - 10 000 m
- 1 Bob de Jong, Nederländerna – 12.25,64
- 2 Carl Verheijen, Nederländerna – 13.26,97
- 3 Chad Hedrick, USA – 13.30,88
  - Lagtempo 3 080 m
- 1 Nederländerna (Mark Tuitert, Carl Verheijen, Erben Wennemars)
- 2 Italien (Matteo Anesi, Enrico Fabris, Ippolito Sanfratello)
- 3 Norge (Petter Andersen, Odd Bohlin Borgersen, Eskil Ervik)